# Molly Scott
Molly Scott (* 30. März 1999) ist eine irische Leichtathletin, die im Sprint und Hürdenlauf an den Start geht.

## Sportliche Laufbahn
Erstmals bei einer internationalen Meisterschaft trat Molly Scott beim Europäischen Olympischen Jugendfestival 2015 in Tiflis an, bei dem sie im 100-Meter-Hürdenlauf in 13,85 s den fünften Platz belegte und mit der irischen 4-mal-100-Meter-Staffel im Finale nicht das Ziel erreichte. Im Jahr darauf gewann sie bei den erstmals ausgetragenen Jugendeuropameisterschaften ebendort in 13,51 s die Bronzemedaille im Hürdensprint und nahm anschließend mit der Staffel an den U20-Weltmeisterschaften in Bydgoszcz teil, bei denen sie in 44,82 s Rang fünf belegte. 2017 erreichte sie bei den U20-Europameisterschaften in Grosseto das Halbfinale und schied dort mit 14,27 s aus, während sie mit der Staffel in 44,47 s auf Rang vier gelangte. Auch bei den U20-Weltmeisterschaften in Tampere im Jahr darauf erreichte sie im Hürdenlauf das Halbfinale und schied dort mit 13,94 s aus, während sie mit der Staffel in 43,90 s die Silbermedaille gewann. 2019 belegte sie bei den U23-Europameisterschaften in Gävle in 11,70 s den achten Platz im 100-Meter-Lauf und schied über die Hürden mit 13,59 s im Halbfinale aus. Mit der Staffel belegte sie in 44,32 s ein weiteres Mal den unliebsamen vierten Platz. 2021 startete sie bei den Halleneuropameisterschaften in Toruń im 60-Meter-Lauf und schied dort mit 7,37 s in der Vorrunde aus. Anfang Mai verpasste sie dann bei den World Athletics Relays im polnischen Chorzów mit 44,53 s den Finaleinzug  in der 4-mal-100-Meter-Staffel. Im Juli schied sie bei den U23-Europameisterschaften in Tallinn mit 11,47 s im Halbfinale aus und mit der Staffel erreichte sie im Finale nicht das Ziel.
2022 startete sie über 60 m bei den Hallenweltmeisterschaften in Belgrad und schied dort mit 7,23 s im Semifinale aus.
In den Jahren 2019 und 2022 wurde Scott irische Hallenmeisterin im 60-Meter-Lauf.

## Persönliche Bestzeiten
- 100 Meter: 11,47 s (+0,3 m/s), 8. Juli 2021 in Tallinn
  - 60 Meter (Halle): 7,19 s, 27. Februar 2022 in Dublin
- 100 m Hürden: 13,59 s (+1,3 m/s), 12. Juli 2019 in Gävle
  - 60 m Hürden (Halle): 8,34 s, 8. Februar 2019 in Athlone